# Kendrick Lamar
Kendrick Lamar Duckworth (född 17 juni 1987 i Compton, Kalifornien) är en amerikansk rappare och låtskrivare. Han är den enda musikern utanför klassisk och jazz som tilldelats Pulitzerpriset för musik. Lamar började sin karriär 2003 under artistnamnet K.Dot. Han blev känd med albumet Good Kid, M.A.A.D City (2012) och senare med det jazz- och G-funk-inspirerade albumet To Pimp A Butterfly (2015). 
Kendrick Lamar har samarbetat med bland andra Dr. Dre, Pusha T, J. Cole och Rihanna.

## Diskografi
Album
- Section.80 (2011)
- Good Kid, M.A.A.D City (2012)
- To Pimp a Butterfly (2015)
- Untitled Unmastered (2016)
- Damn (2017)
- Black Panther: The Album (2018)
- Mr. Morale & the Big Steppers (2022)
- GNX (2024)

Mixtapes
Overly Dedicated (2010)
Singlar 
- "HiiiPower" (2011)
- "The Recipe" (med Dr. Dre) (2012)
- "Swimming Pools (Drank)" (2012)
- "Backseat Freestyle" (2013)
- "Poetic Justice" (med Drake) (2013)
- "Bitch, Don't Kill My Vibe" (2013)
- "I" (2014)
- "The Blacker the Berry" (2015)
- "King Kunta" (2015)
- "Alright" (2015)
- "These Walls" (med Bilal, Anna Wise och Thundercat) (2015)
- "Untitled 07 | Levitate" (2016)
- "Humble" (2017)
- "Loyalty" (med Rihanna) (2017)
- "Love" (med Zacari) (2017)
- "All the Stars" (med SZA) (2018)
- "King's Dead" (med Jay Rock, Future och James Blake) (2018)
- "Pray for Me" (med The Weeknd) (2018)
- "Family Ties" (med Baby Keem) (2021)
- "N95" (2022)
- "Silent Hill" (med Kodak Black) (2022)
- "Die Hard" (med Blxst och Amanda Reifer) (2022)
- "The Hillbillies" (med Baby Keem) (2023)
- "Like That" (med Future och Metro Boomin) (2024)
- "Euphoria" (2024)
- "Meet the Grahams" (2024)
- "Not Like Us" (2024)
- "Peekaboo" (med AzChike) (2024)
- "Squabble Up" (2024)
- "TV Off" (med Lefty Gunplay) (2024)
- "Luther" (med SZA) (2024)
- "30 for 30" (med SZA) (2024)